# Seppie in zimino
Le seppie in zimino sono una specialità della cucina genovese e ligure che attinge i suoi ingredienti dalla terra montagnosa e dal suo mare e affonda le radici nel suo passato marinaro e coloniale. Le seppie in zimino si devono mangiare con crostini di pane (pane abbrustolito con olio extra vergine di oliva) e vino bianco.
Lo "zimino" è un modo di cucinare alcuni pesci facendoli cuocere con bietole e spinaci precedentemente lessati.

## Etimologia storica
La preparazione detta in zemino o zimino è molto diffusa in Liguria, la parola Zimino deriva dall'arabo “samīn” che significa “grasso, burroso”, a Genova e in Liguria, ci si riferisce allo zemino come una zuppa densa e "accomodata" e si ritrova in molte ricette (ceci in zemino, lumache in zemino, trippe in zemino).

## Preparazione
Pulire le seppie, dopo averle eviscerate, sciacquate e tagliate magari a rondelle e pulire le bietole scegliendo quelle più morbide e piccole.
In una padella si fa un soffritto con tutti gli odori (o sapori come è uso dire a Genova): cipolla, carota, e un poco di sedano tagliato a pezzetti piccolissimi, dopo averlo fatto andare pochi minuti aggiungere le bietole e sale (non molto poiché altrimenti il tutto risulterà molto sapido) e fatele cuocere a fuoco lento per circa 10 minuti.
Nel frattempo prepariamo i pomodori che vanno sbollentati, sbucciati e schiacciati grossolanamente, che aggiungeremo insieme alle seppie alle bietole appassite. La cottura a fuoco dolce sarà di circa 30 minuti, necessari per cuocere le seppie e far restringere il sugo.
Vanno servite con i crostini di pane e un buon bicchiere di vino.

## Consumo
Le seppie in zimino sono un piatto consumato in tutta la Liguria, in special modo a Genova.